# Ściborki
Ściborki (deutsch Stobrigkehlen, 1938 bis 1945 Stillheide) ist ein Dorf in der polnischen Woiwodschaft Ermland-Masuren und gehört zur Landgemeinde Banie Mazurskie (deutsch Benkheim) im Powiat Gołdapski (Kreis Goldap).

## Geographische Lage
Ściborki liegt am Ostrand des Skallischen Forsts (auch: Altheider Forst, polnisch Lasy Skaliskie) im Nordosten der Woiwodschaft Ermland-Masuren. Das Dorf liegt 14 Kilometer südwestlich der früheren und heute auf russischem Staatsgebiet gelegenen Kreisstadt Darkehmen (1938 bis 1946 Angerapp, russisch Osjorsk) bzw. 17 Kilometer westlich der heutigen Kreismetropole Gołdap (Goldap).

## Geschichte
Das um 1580 Stibiriken Neusassen, um 1590 Stiberikenn, vor 1785 Stibirkehlen, nach 1785 Stobrikehmen und bis 1938 Stobrigkehlen genannte Dorf wurde im Jahre 1874 in den Amtsbezirk Ballupönen (polnisch Stare Grajdzie) eingegliedert. Dieser gehörte – 1939 in „Amtsbezirk Schanzenhöh“ umbenannt – bis 1945 zum Kreis Darkehmen (1939 bis 1945 „Landkreis Angerapp“ genannt) im Regierungsbezirk Gumbinnen der preußischen Provinz Ostpreußen.
191 Einwohner verzeichnete Stobrigkehlen im Jahre 1910. Ihre Zahl ging bis 1925 auf 189 leicht zurück, verringerte sich bis 1933 auf 185 und belief sich 1939 noch auf 180. Am 3. Juni (offiziell bestätigt am 16. Juli) des Jahres 1938 erhielt Stobrigkehlen aus politisch-ideologischen Gründen der Vermeidung fremdländisch klingender Ortsbezeichnungen den neuen Namen „Stillheide“.
In Kriegsfolge wurde das Dorf 1945 mit dem südlichen Ostpreußen an Polen vergeben. Seither trägt es die polnische Bezeichnung „Ściborki“. Heute ist es Sitz eines Schulzenamtes (polnisch Sołectwo) und eine Ortschaft innerhalb der Landgemeinde Banie Mazurskie im Powiat Gołdapski, vor 1998 der Woiwodschaft Suwałki, seitdem der Woiwodschaft Ermland-Masuren zugehörig.

## Kirche
Die mehrheitlich evangelische Bevölkerung Strobrigkehlens resp. Stillheides war vor 1945 in die Kirche in Klein Szabienen/Schabienen (1938 bis 1945 Kleinlautersee, polnisch Żabin) im Kirchenkreis Darkehmen/Angerapp in der Kirchenprovinz Ostpreußen der Kirche der Altpreußischen Union eingepfarrt, während die katholischen Kirchenglieder der Pfarrei in Goldap im Dekanat Masuren II (Sitz: Johannisburg, polnisch Pisz) im Bistum Ermland zugehörten. Heute gehört Ściborki zur katholischen Pfarrei in Żabin im Dekanat Gołap im Bistum Ełk (Lyck) der Römisch-katholischen Kirche in Polen bzw. zur evangelischen Kirche in Gołdap, einer Filialkirche von Suwałki in der Diözese Masuren der Evangelisch-Augsburgischen Kirche in Polen.

## Verkehr
Ściborki liegt an einer Nebenstraße, die aus dem polnisch-russischen Grenzgebiet bei Żabin (Klein Szabienen/Schabienen, 1938 bis 1945 Kleinlautersee) über Stare Gajdzie (Alt Ballupönen, 1938 bis 1945 Schanzenhöh) nach Banie Mazurskie (Benkheim) führt. Eine Bahnanbindung besteht nicht.